# Megakerk

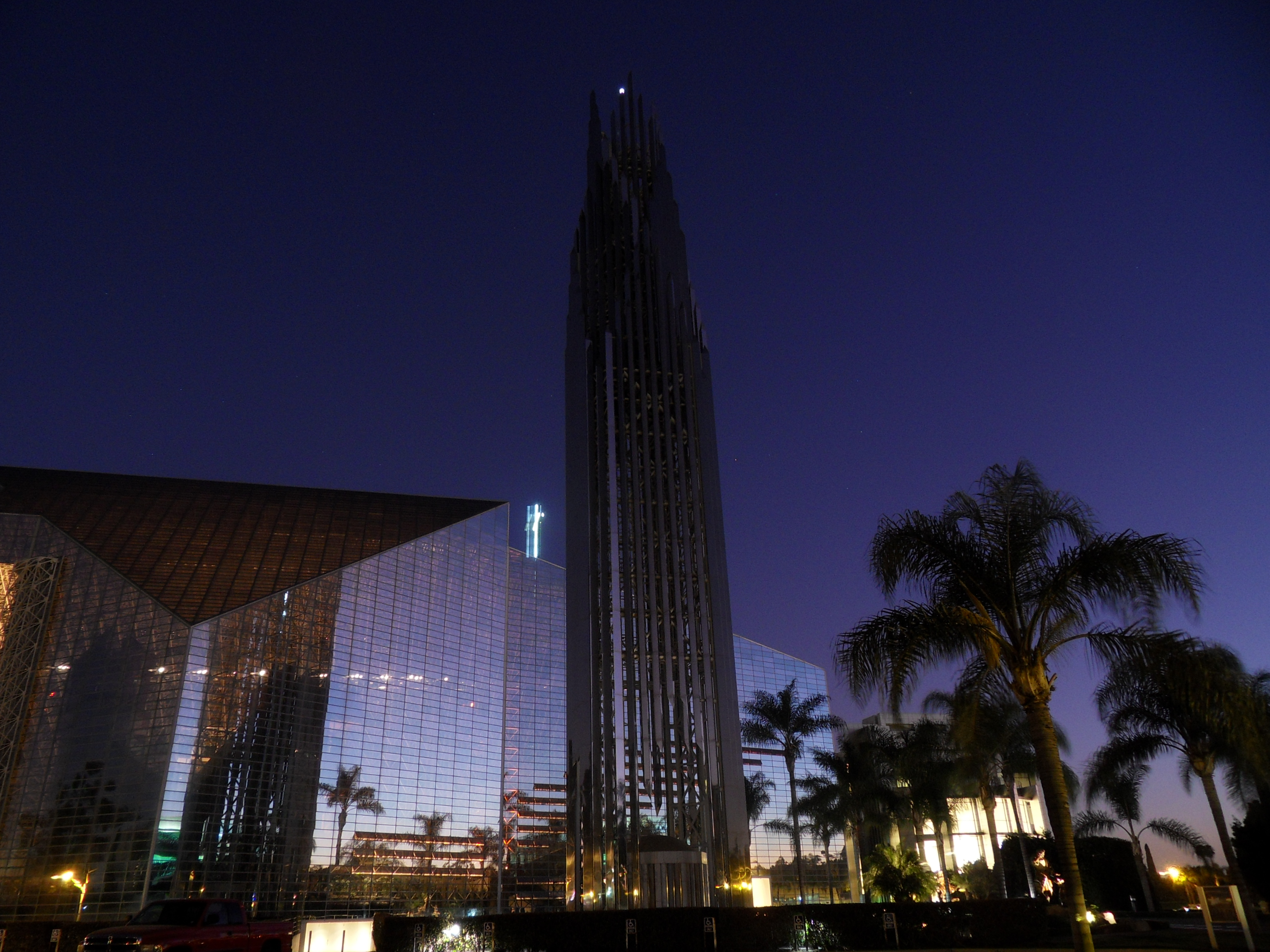
De Christ Cathedral 's avonds

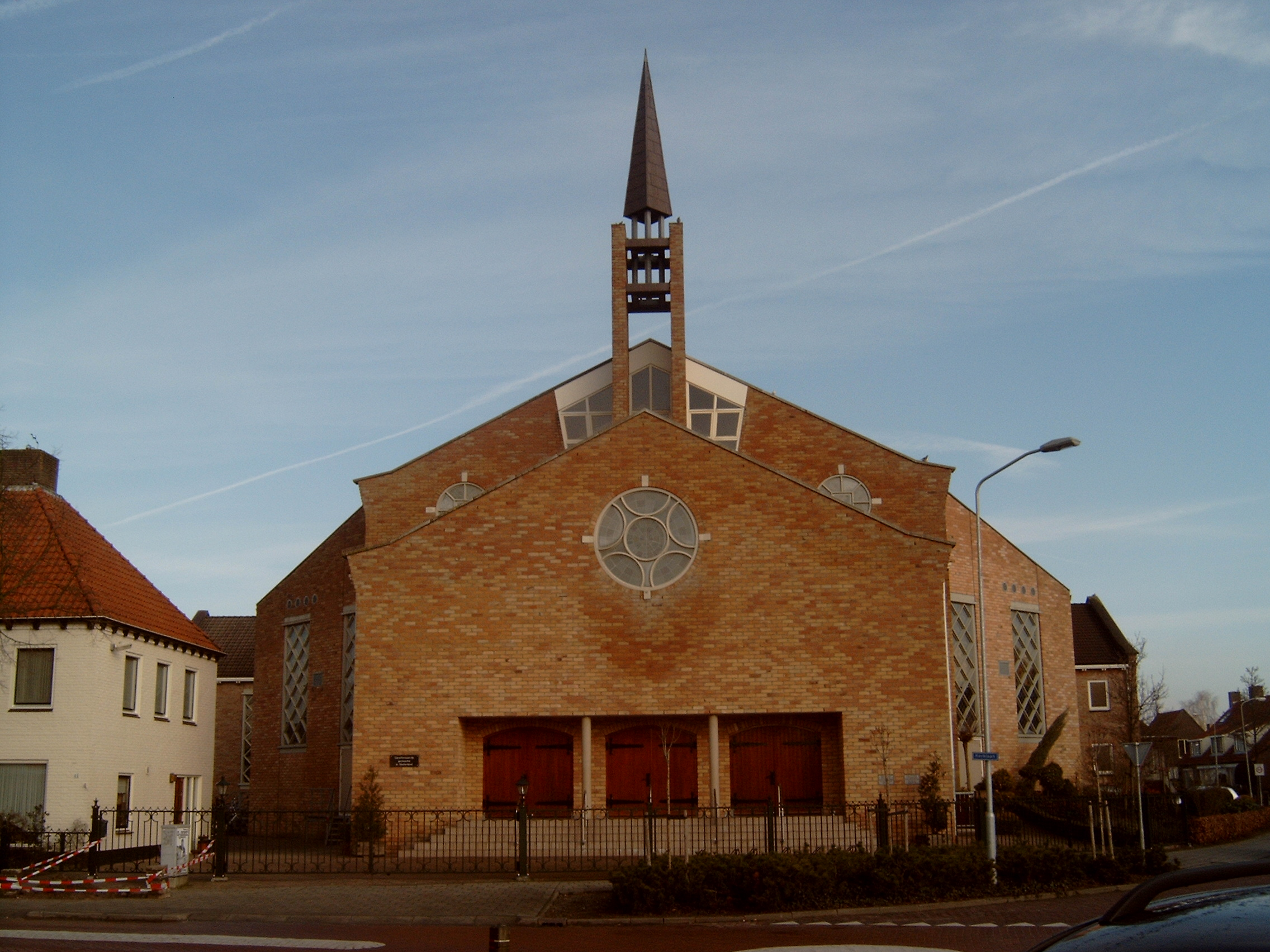
Kerkgebouw van de Gereformeerde Gemeente in Nederland

Een megakerk is een lokale gemeente die voldoet aan een aantal kenmerken. De gemeente heeft 2000 of meer bezoekers tijdens de weekenddiensten. De term 'megakerk' verwijst dan ook niet naar op de grootte van het gebouw. Er zijn namelijk ook megakerken die geen eigen gebouw hebben of die gebruikmaken van meerdere gebouwen voor samenkomsten.
Megakerken worden doorgaans binnen de breedte van het protestante spectrum gezien. Sommige onderzoekers noemen dit expliciet en laten bijv. katholieke kerken buiten beschouwing, anderen beperken zich bij hun onderzoek tot protestante kerken. Een belangrijke overweging hierbij is de liturgie, de leiderschapstructuur, het programma-aanbod en het gebruik van moderne middelen die doorgaans zo typisch zijn voor bekende megakerken.
Bij megakerken wordt veelal gedacht aan kerken als Willow Creek, de zoekergerichtige kerken. Er zijn echter ook andere typen, van traditioneel tot de nieuwe golf van megakerken.
Megakerken richten zich op groei, waarbij vaker een andere, modernere, liturgie wordt gebruikt, moderne middelen en een groot programma aanbod is. De groei van megakerken is vaak onderwerp van discussie. Vaak wordt verweten dat er alleen maar sprake is van “circulation of saints”, maar hierbij wordt ook genoemd dat het om mensen gaat die toch niet naar de (traditionele) kerk gingen.

## Megakerken wereldwijd
Een van de vroegste voorbeelden van een megakerk was de International Church of the Foursquare Gospel die in de jaren 1920 en 1930 onder leiding van toentertijd populaire evangeliste Aimee Semple McPherson samen kwam in de Angelus Temple in Los Angeles.
De bekendste hedendaagse megakerken staan vooral in de VS. Willow Creek, Saddleback (Rick Warren), Bethel Church (Bill Johnson) en Lakewood Church (Joel Osteen) zijn bekende voorbeelden. Toch zijn de grootste gemeenten niet te vinden in de VS, slechts 4% van de 1200 megakerken heeft meer dan 10.000 bezoekers. De grootste gemeenten zijn te vinden in Azië, Afrika en Zuid-Amerika, waarvan de grootste te vinden is in Seoul, de Yoido Full Gospel church (253.000 bezoekers, 800.000 leden).
In Europa is de situatie heel anders. Hier zijn betrekkelijk weinig megakerken en de bezoekersaantallen liggen lager. Nederland uitgezonderd, zijn vooral in Duitsland en het Verenigd Koninkrijk een aantal megakerken te vinden.

## Megakerken in Nederland
In Nederland zijn relatief veel megakerken. Het bekendste voorbeeld is de Vrije Baptistengemeente Bethel in Drachten, daarnaast zijn er nog zes andere megakerken. In Nederland is een overlegorgaan waarin een aantal megakerken en zeer grote kerken zijn vertegenwoordigd. Hiervoor wordt de ondergrens van 800 bezoekers aangehouden.
In Nederland is daarnaast sprake van een bijzondere situatie. Naast megakerken die vooral naar Amerikaans model fungeren zijn er ook grote reformatorische gemeenten. Zij richten zich minder op groei en houden oude vormen aan, waardoor zij strikt genomen niet voldoen aan de definitie van megakerken. De groei is vaak door gezinsuitbreiding. Er zijn ongeveer tien van dergelijke gemeenten in Nederland. De gebouwen van deze gemeenten worden ook wel refodomes genoemd.

## Soorten
Er worden verschillende soorten megakerken benoemd in de literatuur:

### Traditionele kerken (old-line, program based)
Deze kerken zijn ontstaan aan het begin van de 20e eeuw tot na de oorlog. De stijl is meer traditioneel, voorgangers zijn goed opgeleid en er is sterke nadruk op de orthodoxe leer. Er is een sterke band met het kerkverband.

### Middenklassekerken (seeker)
Vanaf de jaren 1970 ontstaan de zoekergerichte, middenklasse kerken. Terwijl de traditionele kerken zich vaak in de oude stadsdelen bevinden, zijn deze gemeenten vooral te vinden in buitenwijken. De diensten richten zich door laagdrempeliger te zijn vooral op de jongere generaties.

### Charismatische/pastor-gefocused
In deze gemeenten speelt vaak een voorganger een belangrijke rol, dit is meestal een charismatische persoonlijkheid. De diensten zijn uitbundig, met grote nadruk op (het werk van) de Heilige Geest. In tegenstelling tot de bovenste twee typen zijn deze gemeenten vaker multiraciaal.

### New wave/re-envisioned
Sinds de jaren 1990 is er een nieuwe stroming van megakerken ontstaan, als een tegenreactie op de zoekergerichte kerken. Terwijl wordt teruggegrepen op een traditionele inhoud worden wel moderne middelen gebruikt in de diensten. Deze gemeenten zijn vaker multiraciaal en richt zich meer op jongeren en jonge gezinnen.

## Lijst van megagemeenten in Nederland
- Vrije Baptistengemeente Bethel, Drachten
- De Levende Steen, Spijkenisse
- Kerk van de Nazarener, Vlaardingen
- Christelijke Gereformeerde Kerk, Zwolle
- VEZ, Zwolle
- DoorBrekers, Barneveld
- De Meerkerk, Hoofddorp
- Mozaïek0318, Veenendaal
- Hillsong Amsterdam, Amsterdam

### Zeer grote gemeenten
Daarnaast zijn er een aantal gemeenten die “zeer groot” zijn. Zij hebben 800 of meer bezoekers.
- Crossroads Amsterdam, Amstelveen
- Evangelische Gemeente Jozua, Dordrecht
- De Rots Amsterdam, Amsterdam
- NGK De Lichtboog, Houten
- Stadskerk Groningen, Groningen
- Maranatha, Amsterdam
- Unie Baptisten De Rank, Utrecht
- Evangeliegemeente De Regenboog, Veenendaal
- Nehemia Ministries, Zwijndrecht
- City Life Church Den Haag
- De Pijler, Lelystad
- Victory Outreach, Rotterdam

### Reformatorisch
- Gereformeerde Gemeente in Nederland, Opheusden
- Gereformeerde Gemeente in Nederland, Barneveld
- Hersteld Hervormde kerk, Staphorst
- Gereformeerde gemeente, Barneveld
- Gereformeerde gemeente, Veenendaal
- Gereformeerde gemeente, Goes
- Gereformeerde gemeente, Rijssen-Noord
- Gereformeerde gemeente, Rijssen-Zuid

## Lijst van megakerken wereldwijd
- ICF (International Christian Fellowship), Zurich, Switzerland
- Lakewood Church, Houston (Texas, V.S.)
- Saddleback Church, Los Angeles (Californië, V.S.)
- Hillsong Church, diverse lokale afdelingen waaronder die in Sydney (2 locaties), Londen, New York, Los Angeles, Kaapstad
- Christ Cathedral, Garden Grove (Californië, V.S.)
- Fellowship Church, Miami (Florida, V.S.)
- New Creation Church, Singapore
- LifeChurch, o.a. in Oklahoma City (Oklahoma, V.S.)
- Willow Creek Community Church, Chicago (Illinois, V.S.)
- Biblische Glaubens-Gemeinde (Stuttgart-Feuerbach, Duitsland)
- Gemeinde auf dem Weg (Berlijn, Duitsland)
- Gospel Life Center (Feldkirchen (bij München) Duitsland)
- Yoido Full Gospel Church (Seoel, Zuid-Korea)
- Faith Tabernacle (Ota, Nigeria)
- Fraternidad Cristiana de Guatemala (Guatemala-Stad, Guatemala)
- Nederduits Gereformeerde Kerk Moreletapark (Pretoria, Zuid-Afrika)